# Wimbledon Championships 2008
Die 122. Wimbledon Championships fanden vom 23. Juni bis zum 6. Juli 2008 in London, Großbritannien statt. Ausrichter war der All England Lawn Tennis and Croquet Club.
Titelverteidiger im Einzel waren Roger Federer bei den Herren sowie Venus Williams bei den Damen. Im Herrendoppel waren Arnaud Clément und Michaël Llodra, im Damendoppel Cara Black und Liezel Huber die Titelverteidiger. Jelena Janković und Jamie Murray waren die Titelverteidiger im gemischten Doppel.
Im Herreneinzel gewann erstmals Rafael Nadal und besiegte im Finale Roger Federer, der die letzten fünf Wimbledon-Turniere für sich entschieden hatte. Titelverteidigerin Venus Williams gewann das Dameneinzel. Im Herrendoppel gewannen Daniel Nestor und Nenad Zimonjic. Das Damendoppel entschieden Serena Williams und Venus Williams für sich. Den Titel im Mixed gewannen Samantha Stosur und Bob Bryan.

## Herreneinzel
Setzliste
| Nr. | Spieler            | Erreichte Runde |
| --- | ------------------ | --------------- |
| 01. | Roger Federer      | Finale          |
| 02. | Rafael Nadal       | Sieg            |
| 03. | Novak Đoković      | 2. Runde        |
| 04. | Nikolai Dawydenko  | 1. Runde        |
| 05. | David Ferrer       | 3. Runde        |
| 06. | Andy Roddick       | 2. Runde        |
| 07. | David Nalbandian   | 1. Runde        |
| 08. | Richard Gasquet    | Achtelfinale    |
| 09. | James Blake        | 2. Runde        |
| 10. | Marcos Baghdatis   | Achtelfinale    |
| 11. | Tomáš Berdych      | 3. Runde        |
| 12. | Andy Murray        | Viertelfinale   |
| 13. | Stanislas Wawrinka | Achtelfinale    |
| 14. | Paul-Henri Mathieu | 3. Runde        |
| 15. | Fernando González  | 2. Runde        |
| 16. | Radek Štěpánek     | 3. Runde        |

| Nr. | Spieler             | Erreichte Runde |
| --- | ------------------- | --------------- |
| 17. | Michail Juschny     | Achtelfinale    |
| 18. | Ivo Karlović        | 1. Runde        |
| 19. | Nicolás Almagro     | 2. Runde        |
| 20. | Lleyton Hewitt      | Achtelfinale    |
| 21. | Juan Carlos Ferrero | 2. Runde        |
| 22. | Fernando Verdasco   | Achtelfinale    |
| 23. | Tommy Robredo       | 2. Runde        |
| 24. | Jarkko Nieminen     | 2. Runde        |
| 25. | Dmitri Tursunow     | 3. Runde        |
| 26. | Ivan Ljubičić       | 1. Runde        |
| 27. | Nicolas Kiefer      | 3. Runde        |
| 28. | Gilles Simon        | 3. Runde        |
| 29. | Andreas Seppi       | 3. Runde        |
| 30. | Feliciano López     | Viertelfinale   |
| 31. | Gaël Monfils        | Rückzug         |
| 32. | Michaël Llodra      | 1. Runde        |

## Dameneinzel
Setzliste
| Nr. | Spielerin           | Erreichte Runde |
| --- | ------------------- | --------------- |
| 01. | Ana Ivanović        | 3. Runde        |
| 02. | Jelena Janković     | Achtelfinale    |
| 03. | Marija Scharapowa   | 2. Runde        |
| 04. | Swetlana Kusnezowa  | Achtelfinale    |
| 05. | Jelena Dementjewa   | Halbfinale      |
| 06. | Serena Williams     | Finale          |
| 07. | Venus Williams      | Sieg            |
| 08. | Anna Tschakwetadse  | Achtelfinale    |
| 09. | Dinara Safina       | 3. Runde        |
| 10. | Daniela Hantuchová  | 2. Runde        |
| 11. | Marion Bartoli      | 3. Runde        |
| 12. | Patty Schnyder      | 1. Runde        |
| 13. | Wera Swonarjowa     | 2. Runde        |
| 14. | Agnieszka Radwańska | Viertelfinale   |
| 15. | Ágnes Szávay        | Achtelfinale    |
| 16. | Wiktoryja Asaranka  | 3. Runde        |

| Nr. | Spielerin           | Erreichte Runde |
| --- | ------------------- | --------------- |
| 17. | Alizé Cornet        | 1. Runde        |
| 18. | Nicole Vaidišová    | Viertelfinale   |
| 19. | Marija Kirilenko    | 1. Runde        |
| 20. | Francesca Schiavone | 2. Runde        |
| 21. | Nadja Petrowa       | Viertelfinale   |
| 22. | Flavia Pennetta     | 2. Runde        |
| 23. | Katarina Srebotnik  | 1. Runde        |
| 24. | Shahar Peer         | Achtelfinale    |
| 25. | Lindsay Davenport   | 2. Runde        |
| 26. | Sybille Bammer      | 2. Runde        |
| 27. | Virginie Razzano    | 1. Runde        |
| 28. | Aljona Bondarenko   | 2. Runde        |
| 29. | Amélie Mauresmo     | 3. Runde        |
| 30. | Dominika Cibulková  | 1. Runde        |
| 31. | Caroline Wozniacki  | 3. Runde        |
| 32. | Sania Mirza         | 2. Runde        |

## Herrendoppel
Setzliste
| Nr. | Paarung                       | Erreichte Runde |
| --- | ----------------------------- | --------------- |
| 01. | Bob Bryan Mike Bryan          | Halbfinale      |
| 02. | Daniel Nestor Nenad Zimonjić  | Sieg            |
| 03. | Jonathan Erlich Andy Ram      | Viertelfinale   |
| 04. | Mahesh Bhupathi Mark Knowles  | 1. Runde        |
| 05. | Simon Aspelin Julian Knowle   | 1. Runde        |
| 06. | Martin Damm Pavel Vízner      | 1. Runde        |
| 07. | Arnaud Clément Michaël Llodra | Rückzug         |
| 08. | Jonas Björkman Kevin Ullyett  | Finale          |

| Nr. | Paarung                              | Erreichte Runde |
| --- | ------------------------------------ | --------------- |
| 09. | Lukáš Dlouhý Leander Paes            | Halbfinale      |
| 10. | Mariusz Fyrstenberg Marcin Matkowski | 1. Runde        |
| 11. | Jeff Coetzee Wesley Moodie           | 2. Runde        |
| 12. | Marcelo Melo André Sá                | Achtelfinale    |
| 13. | František Čermák Jordan Kerr         | Achtelfinale    |
| 14. | Maks Mirny Jamie Murray              | Achtelfinale    |
| 15. | Christopher Kas Rogier Wassen        | Achtelfinale    |
| 16. | Julien Benneteau Nicolas Mahut       | Achtelfinale    |

## Damendoppel
Setzliste
| Nr. | Paarung                                        | Erreichte Runde |
| --- | ---------------------------------------------- | --------------- |
| 01. | Cara Black Liezel Huber                        | Halbfinale      |
| 02. | Ai Sugiyama Katarina Srebotnik                 | 2. Runde        |
| 03. | Květa Peschke Rennae Stubbs                    | 2. Runde        |
| 04. | Chan Yung-jan Chuang Chia-jung                 | 1. Runde        |
| 05. | Anabel Medina Garrigues Virginia Ruano Pascual | 2. Runde        |
| 06. | Wiktoryja Asaranka Shahar Peer                 | Viertelfinale   |
| 07. | Aljona Bondarenko Kateryna Bondarenko          | Rückzug         |
| 08. | Peng Shuai Sun Tiantian                        | 1. Runde        |

| Nr. | Paarung                            | Erreichte Runde |
| --- | ---------------------------------- | --------------- |
| 09. | Yan Zi Zheng Jie                   | 2. Runde        |
| 10. | Dinara Safina Ágnes Szávay         | 2. Runde        |
| 11. | Serena Williams Venus Williams     | Sieg            |
| 12. | Swetlana Kusnezowa Amélie Mauresmo | Rückzug         |
| 13. | Bethanie Mattek Sania Mirza        | Viertelfinale   |
| 14. | Alicia Molik Mara Santangelo       | 1. Runde        |
| 15. | Iveta Benešová Janette Husárová    | 2. Runde        |
| 16. | Lisa Raymond Samantha Stosur       | Finale          |

## Mixed
Setzliste
| Nr. | Paarung                        | Erreichte Runde |
| --- | ------------------------------ | --------------- |
| 01. | Katarina Srebotnik Mike Bryan  | Finale          |
| 02. | Chuang Chia-jung Daniel Nestor | Viertelfinale   |
| 03. | Květa Peschke Pavel Vízner     | Viertelfinale   |
| 04. | Cara Black Paul Hanley         | Achtelfinale    |
| 05. | Ai Sugiyama Kevin Ullyett      | Viertelfinale   |
| 06. | Chan Yung-jan Julian Knowle    | Achtelfinale    |
| 07. | Yan Zi Mark Knowles            | 2. Runde        |
| 08. | Sun Tiantian Nenad Zimonjić    | 2. Runde        |

| Nr. | Paarung                         | Erreichte Runde |
| --- | ------------------------------- | --------------- |
| 09. | Nathalie Dechy Andy Ram         | Viertelfinale   |
| 10. | Rennae Stubbs Leander Paes      | 2. Runde        |
| 11. | Sania Mirza Mahesh Bhupathi     | 2. Runde        |
| 12. | Liezel Huber Jamie Murray       | Halbfinale      |
| 13. | Lisa Raymond Simon Aspelin      | Achtelfinale    |
| 14. | Peng Shuai Martin Damm          | Achtelfinale    |
| 15. | Vladimíra Uhlířová Jeff Coetzee | 2. Runde        |
| 16. | Kateryna Bondarenko Jordan Kerr | 2. Runde        |

## Junioreneinzel
Setzliste
| Nr. | Spieler         | Erreichte Runde |
| --- | --------------- | --------------- |
| 01. | Bernard Tomic   | Halbfinale      |
| 02. | Yang Tsung-hua  | Achtelfinale    |
| 03. | César Ramírez   | Viertelfinale   |
| 04. | Jerzy Janowicz  | 2. Runde        |
| 05. | Yuki Bhambri    | 1. Runde        |
| 06. | Henrique Cunha  | Viertelfinale   |
| 07. | Ryan Harrison   | 2. Runde        |
| 08. | Marcelo Arévalo | 1. Runde        |

| Nr. | Spieler              | Erreichte Runde |
| --- | -------------------- | --------------- |
| 09. | Grigor Dimitrow      | Sieg            |
| 10. | Cedrik-Marcel Stebe  | 2. Runde        |
| 11. | Alexei Grigorow      | 2. Runde        |
| 12. | Peerakit Siributwong | 1. Runde        |
| 13. | David Goffin         | 1. Runde        |
| 14. | Chase Buchanan       | 2. Runde        |
| 15. | Marcus Willis        | Achtelfinale    |
| 16. | Bradley Klahn        | Achtelfinale    |

## Juniorinneneinzel
Setzliste
| Nr. | Spielerin               | Erreichte Runde |
| --- | ----------------------- | --------------- |
| 01. | Melanie Oudin           | 2. Runde        |
| 02. | Arantxa Rus             | Viertelfinale   |
| 03. | Noppawan Lertcheewakarn | Finale          |
| 04. | Elena Bogdan            | 1. Runde        |
| 05. | Polona Hercog           | Viertelfinale   |
| 06. | Jessica Moore           | Achtelfinale    |
| 07. | Ana Bogdan              | 1. Runde        |
| 08. | Kurumi Nara             | 1. Runde        |

| Nr. | Spielerin         | Erreichte Runde |
| --- | ----------------- | --------------- |
| 09. | Bojana Jovanovski | Viertelfinale   |
| 10. | Johanna Konta     | Achtelfinale    |
| 11. | Xenija Lykina     | 1. Runde        |
| 12. | Nikola Hofmanova  | Achtelfinale    |
| 13. | Jessy Rompies     | 1. Runde        |
| 14. | Elena Chernyakova | 2. Runde        |
| 15. | Linda Berlinecke  | 2. Runde        |
| 16. | Katarzyna Piter   | 2. Runde        |

## Juniorendoppel
Setzliste
| Nr. | Paarung                        | Erreichte Runde |
| --- | ------------------------------ | --------------- |
| 01. | Henrique Cunha César Ramírez   | 1. Runde        |
| 02. | Ryan Harrison Bradley Klahn    | Viertelfinale   |
| 03. | Matt Reid Bernard Tomic        | Finale          |
| 04. | Grigor Dimitrow Henri Kontinen | Achtelfinale    |

| Nr. | Paarung                            | Erreichte Runde |
| --- | ---------------------------------- | --------------- |
| 05. | Alexandre Folie David Goffin       | Halbfinale      |
| 06. | Marcelo Arévalo Takanyi Garanganga | 1. Runde        |
| 07. | Chase Buchanan Jarmere Jenkins     | 1. Runde        |
| 08. | Hiroki Moriya Peerakit Siributwong | 1. Runde        |

## Juniorinnendoppel
Setzliste
| Nr. | Paarung                            | Erreichte Runde |
| --- | ---------------------------------- | --------------- |
| 01. | Elena Bogdan Bojana Jovanovski     | Viertelfinale   |
| 02. | Ana Bogdan Xenija Lykina           | Achtelfinale    |
| 03. | Mallory Burdette Melanie Oudin     | 1. Runde        |
| 04. | Elena Chernyakova Nikola Hofmanova | Achtelfinale    |

| Nr. | Paarung                             | Erreichte Runde |
| --- | ----------------------------------- | --------------- |
| 05. | Lesley Kerkhove Arantxa Rus         | Viertelfinale   |
| 06. | Polona Hercog Jessica Moore         | Sieg            |
| 07. | Cindy Chala Noppawan Lertcheewakarn | 1. Runde        |
| 08. | Tímea Babos Réka Luca Jani          | Viertelfinale   |

## Herrendoppel-Rollstuhl
Setzliste
| Nr. | Paarung                        | Erreichte Runde |
| --- | ------------------------------ | --------------- |
| 01. | Robin Ammerlaan Ronald Vink    | Sieg            |
| 02. | Stéphane Houdet Nicolas Peifer | Finale          |